# Ferdinandstraße 1 (Mönchengladbach)

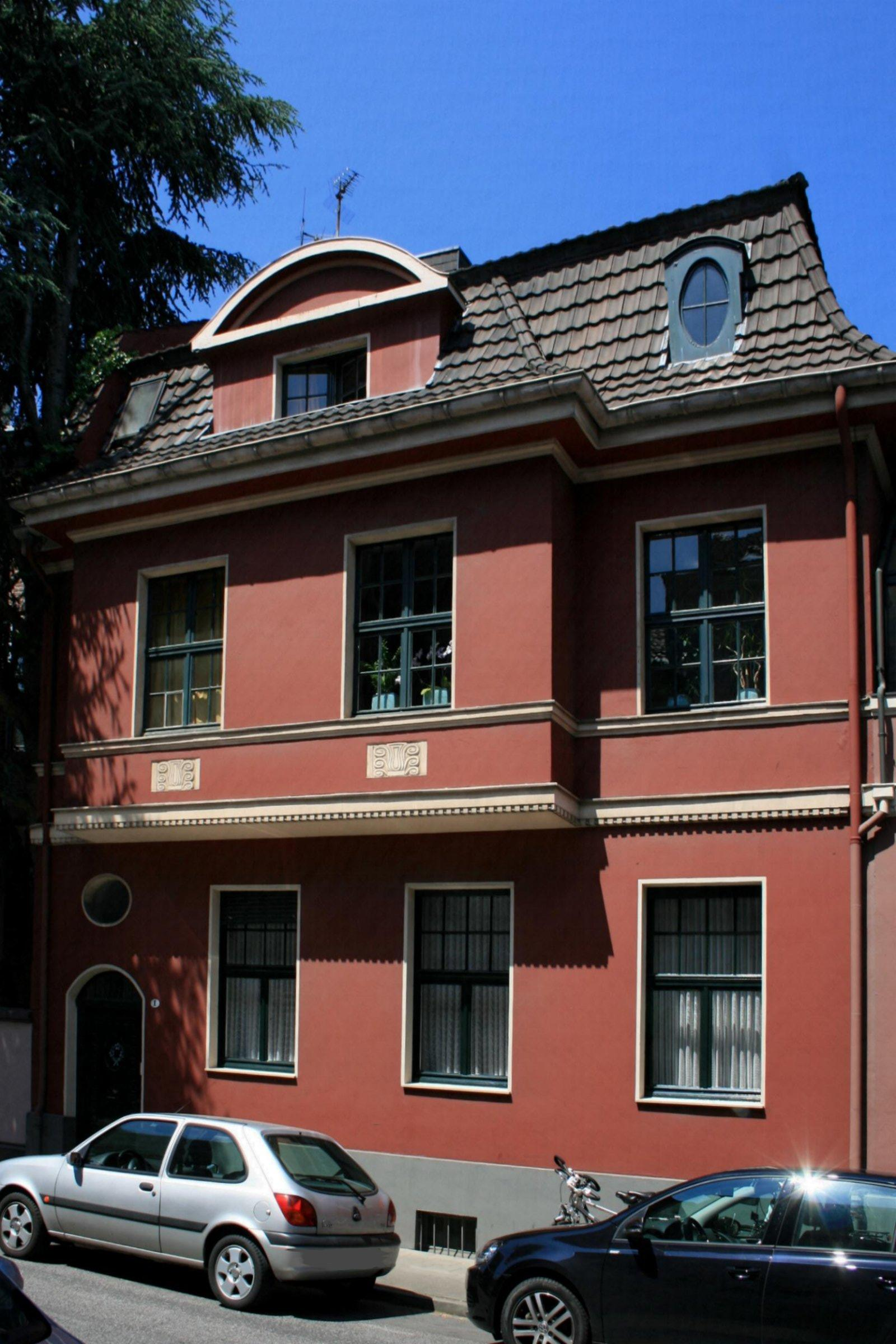
Wohnhaus (2010)

Das Wohnhaus Ferdinandstraße 1 steht in Mönchengladbach (Nordrhein-Westfalen).
Das Gebäude wurde um 1910 erbaut. Es ist unter Nr. F 009 am 24. September 1985 in die Denkmalliste der Stadt Mönchengladbach eingetragen worden.

## Architektur
Bei dem Wohnhaus handelt es sich um ein unterkellertes, zweigeschossiges Objekt aus der Zeit um 1910. Das Objekt ist im Zusammenhang der Ferdinandstraße vor allem als Bestandteil des Gesamtensembles erhaltenswert.